# Michael Azerrad

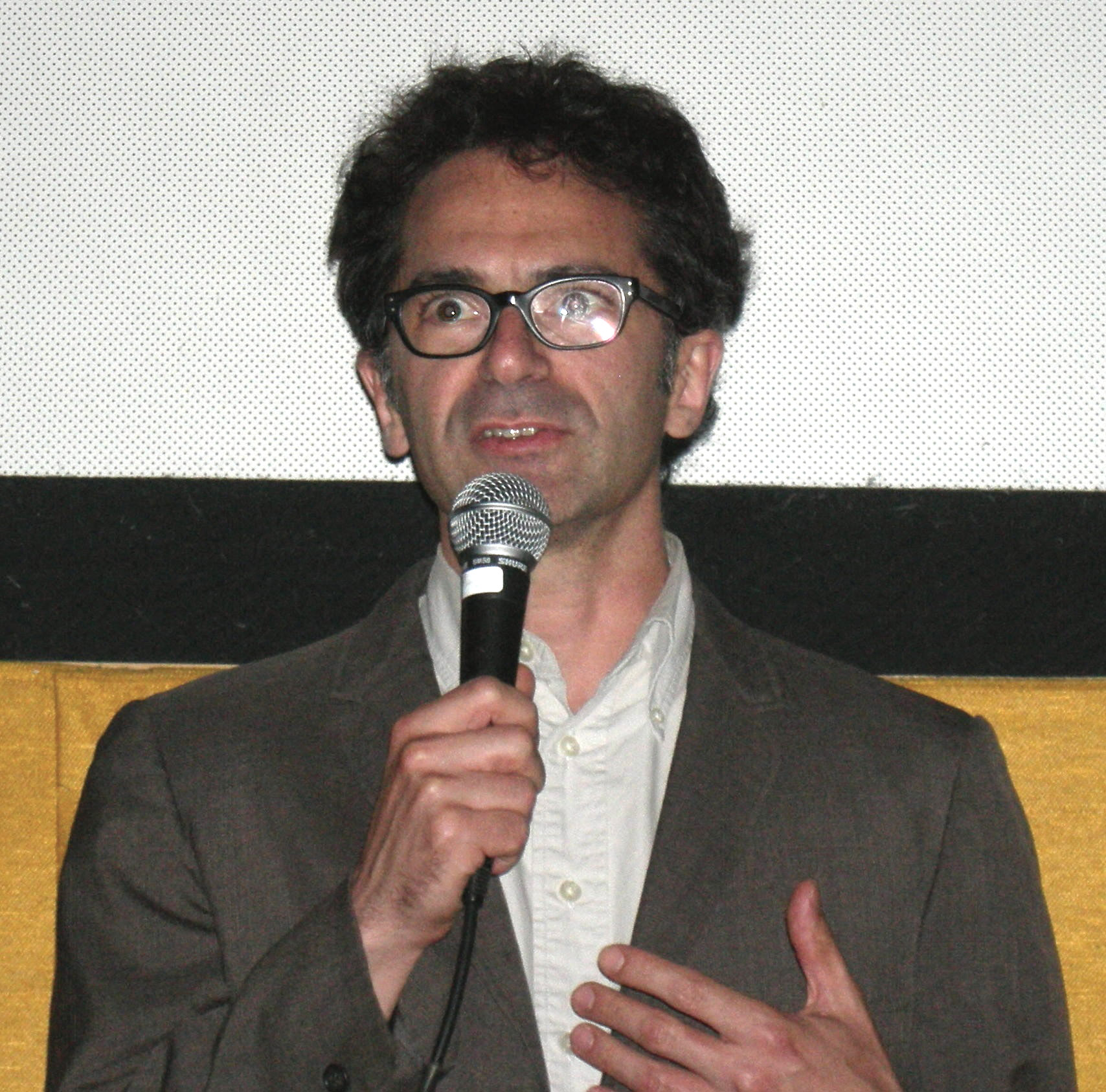
Michael Azerrad em 2007.

Michael Azerrad é um autor, jornalista e músico estadunidense.
Em 2006, Azerrad co-produziu um documentário sobre Kurt Cobain, "Kurt Cobain About a Son". 